# Колумбийско-уругвайские отношения
Колумбийско-уругвайские отношения — двусторонние дипломатические отношения между Республикой Колумбия и Восточной Республикой Уругвай. Колумбия имеет посольство в городе Монтевидео (в одноимённом департаменте), а Уругвай — в городе Богота (в департаменте Кундинамарка), а также консульство в городе Кали (в департаменте Валье-дель-Каука).
До начала XIX века обе страны являлись колониями Испанской империи.
Ныне оба государства состоят в Организации Объединённых Наций, Международном валютном фонде (входит в Организацию Объединённых Наций), Международном банке реконструкции и развития (входит в Всемирный банк, тот, в свою очередь, — в Группу Всемирного банка), Организации американских государств, Всемирной торговой организации, Меркосур и других международных организаций и соглашений.